# Arterias centrales posteromediales
Las arterias centrales posteromediales son arterias que se originan en la porción precomunicante de la arteria cerebral posterior.
No presentan ramas.

## Distribución
Irrigan la parte anterior del tálamo, la pared lateral del tercer ventrículo y el globo pálido del núcleo lenticular.

## Patología
Una hernia del uncus puede causar compresión de las arterias centrales posteromediales y dar lugar a la denominada hemorragia de Duret.